# Leopold von Henning
Leopold August Wilhelm Dorotheus von Henning (eigentlich von Henning auf Schönhoff; * 4. Oktober 1791 in Gotha; † 5. Oktober 1866 in Berlin) war ein deutscher Philosoph.

## Leben
Seine Eltern waren der sächsische Oberst Christian Wilhelm Sigismund von Henning (1748–1809) und dessen Ehefrau Wilhelmine Sophie von Selchow (1765–1821).
Henning studierte Geschichte, Jura und Philosophie in Heidelberg, anschließend (nach seiner Teilnahme an den Befreiungskriegen und einem Aufenthalt in London) Nationalökonomie in Wien. 1815 begann er sein Referendariat in Königsberg in der Neumark; nach erneuter Kriegsteilnahme hatte er ein Referendariat in Erfurt inne und lebte schließlich ab 1818 in Berlin, wo er zum Anhänger des gerade an die Berliner Universität berufenen Georg Wilhelm Friedrich Hegel wurde. Im Zuge der Demagogenverfolgung wurde von Henning am 8. Juli 1819 verhaftet und kurze Zeit später wieder freigelassen. An der Universität erhielt er auf Hegels Wunsch im Juli 1820 eine Stelle als Repetent für die Hegelsche Philosophie und promovierte 1821.
1823 heiratete von Henning Emilie Krutisch (1805–1853). Das Ehepaar hatte drei Söhne und sieben Töchter, darunter Laura von Henning (1826–1911), die den Juristen Berthold Delbrück (1817–1868) heiratete und die Mutter des Historikers Hans Delbrück (1848–1929) und des Chemikers Max Delbrück (1850–1919) war.
Im Jahr 1825 wurde von Henning zum außerordentlichen Professor für Philosophie an die Berliner Universität berufen, 1835 erhielt er eine ordentliche Professur. Ab 1827 war er Redakteur der Jahrbücher für wissenschaftliche Kritik („Berliner Jahrbücher“), die in den folgenden 20 Jahren zur einflussreichsten Zeitschrift der Hegelianer wurden.  Nach Hegels Tod edierte von Henning innerhalb der Vollständigen Ausgabe von Hegels Werken die drei Bände über Logik.
In einer Urkunde von 1839 wurde er als einer der Besitzer des Henningshofs in Wandersleben benannt, des Stammsitzes seiner Vorfahren.